# Valery Nahayo
Valery Twite Nahayo (Bujumbura, 15 aprile 1984) è un ex calciatore burundese, di ruolo difensore.

## Carriera

### Club
Comincia a giocare nell'Atomic. Nel 2002 si trasferisce al Muzinga. Nel 2004 si trasferisce in Sudafrica, allo Jomo Cosmos. Nel 2008 viene acquistato dal Kaizer Chiefs. Nel 2011 si trasferisce in Belgio, allo Gent. Nel 2014 passa al Mpumalanga Black Aces. Al termine della stagione rimane svincolato.

### Nazionale
Debutta in nazionale nel 2003.

## Palmarès

### Club

#### Competizioni nazionali
- Coppa di Lega sudafricana: 1

Jomo Cosmos: 2009-2010